# لويس جيل
لويس جيل (14 نوفمبر 1993 بغاردين غروفي في الولايات المتحدة - ) هو لاعب كرة قدم مكسيكي وأمريكي في مركز الوسط. شارك مع منتخب الولايات المتحدة تحت 17 سنة لكرة القدم ومنتخب الولايات المتحدة تحت 18 سنة لكرة القدم ومنتخب الولايات المتحدة تحت 20 سنة لكرة القدم ومنتخب الولايات المتحدة تحت 23 سنة لكرة القدم ومنتخب الولايات المتحدة لكرة القدم. أما مع النوادي، فقد لعب مع ريال سالت ليك وكولورادو رابيدز وAC St. Louis ‏ ونادي كيريتارو.

## وصلات خارجية
- لويس جيل على موقع الاتحاد الدولي (مؤرشف)  (الإنجليزية)
- لويس جيل على موقع الدوري الأمريكي (الإنجليزية)
- لويس جيل على موقع قاعدة بيانات كرة القدم.إي يو (الإنجليزية)
- لويس جيل على موقع قاعدة بيانات كرة القدم.إي يو (الإنجليزية)
- لويس جيل على موقع ناشيونال فوتبول تيمز (الإنجليزية)
- لويس جيل على موقع Soccerbase.com (لاعب) (الإنجليزية)
- لويس جيل على موقع Soccerway.com (الإنجليزية)
- لويس جيل على موقع عالم كرة القدم.نت (الإنجليزية)
- لويس جيل على موقع AS.com (الإسبانية)